# Động từ
Động từ hoặc vị từ là từ (thành phần câu) dùng để biểu thị hoạt động (chạy, đi, đọc) hoặc trạng thái (tồn tại, ngồi). Trong ngôn ngữ, động từ gồm hai loại là nội động từ và ngoại động từ. Nội động từ là động từ chỉ có chủ ngữ (Vd: Anh ấy chạy) còn ngoại động từ là động từ có chủ ngữ và tân ngữ (VD: cô ấy ăn cá). Trong ngôn ngữ đơn lập như tiếng Việt, động từ cũng như các loại từ khác không biến đổi hình thái, trong một số ngôn ngữ hòa kết, động từ thường bị biến đổi hình thái theo ngôi, thì... Động từ trong ngôn ngữ hòa kết khi không biến đổi gọi là động từ nguyên mẫu.